# Blini

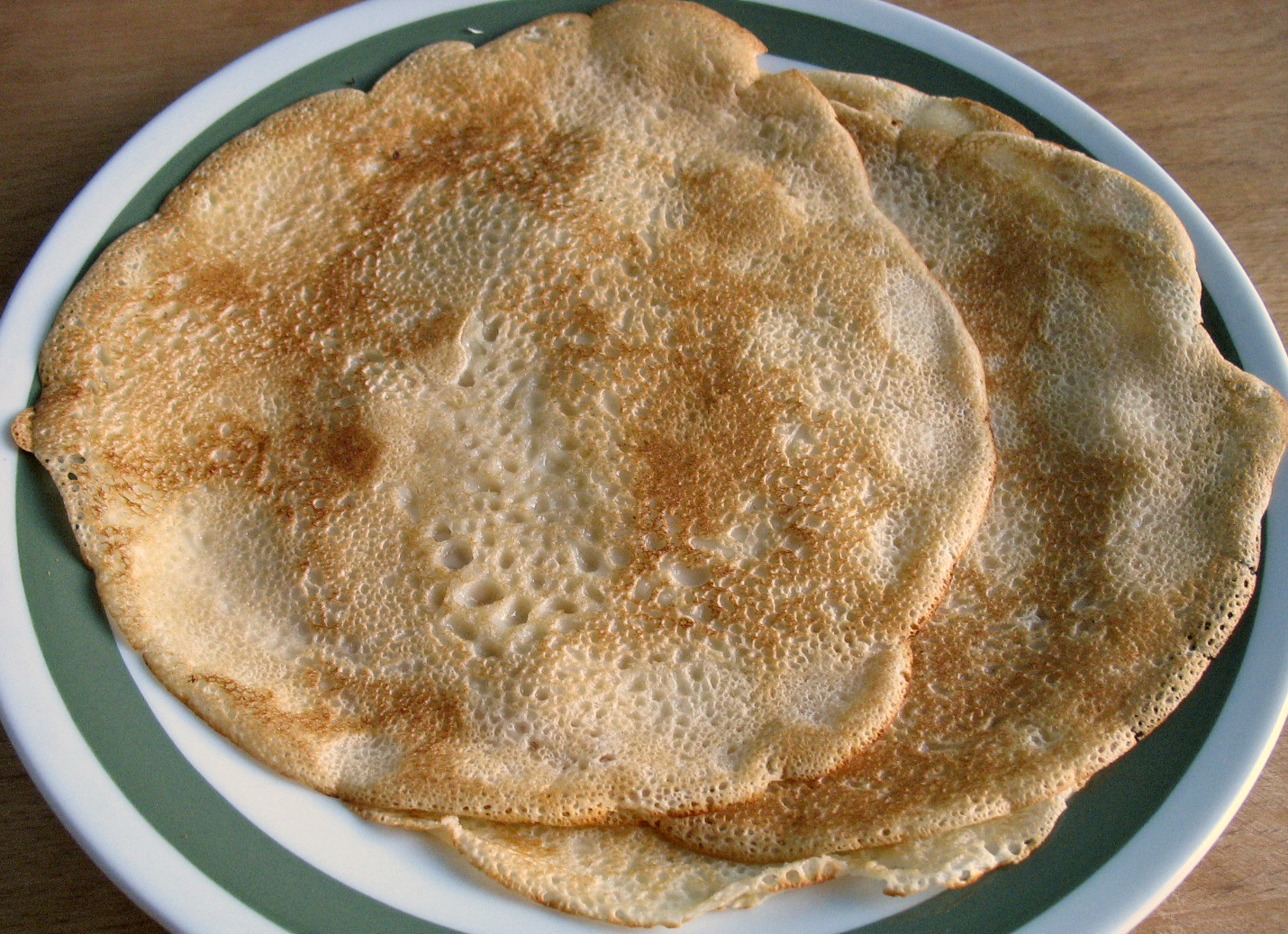
Blini

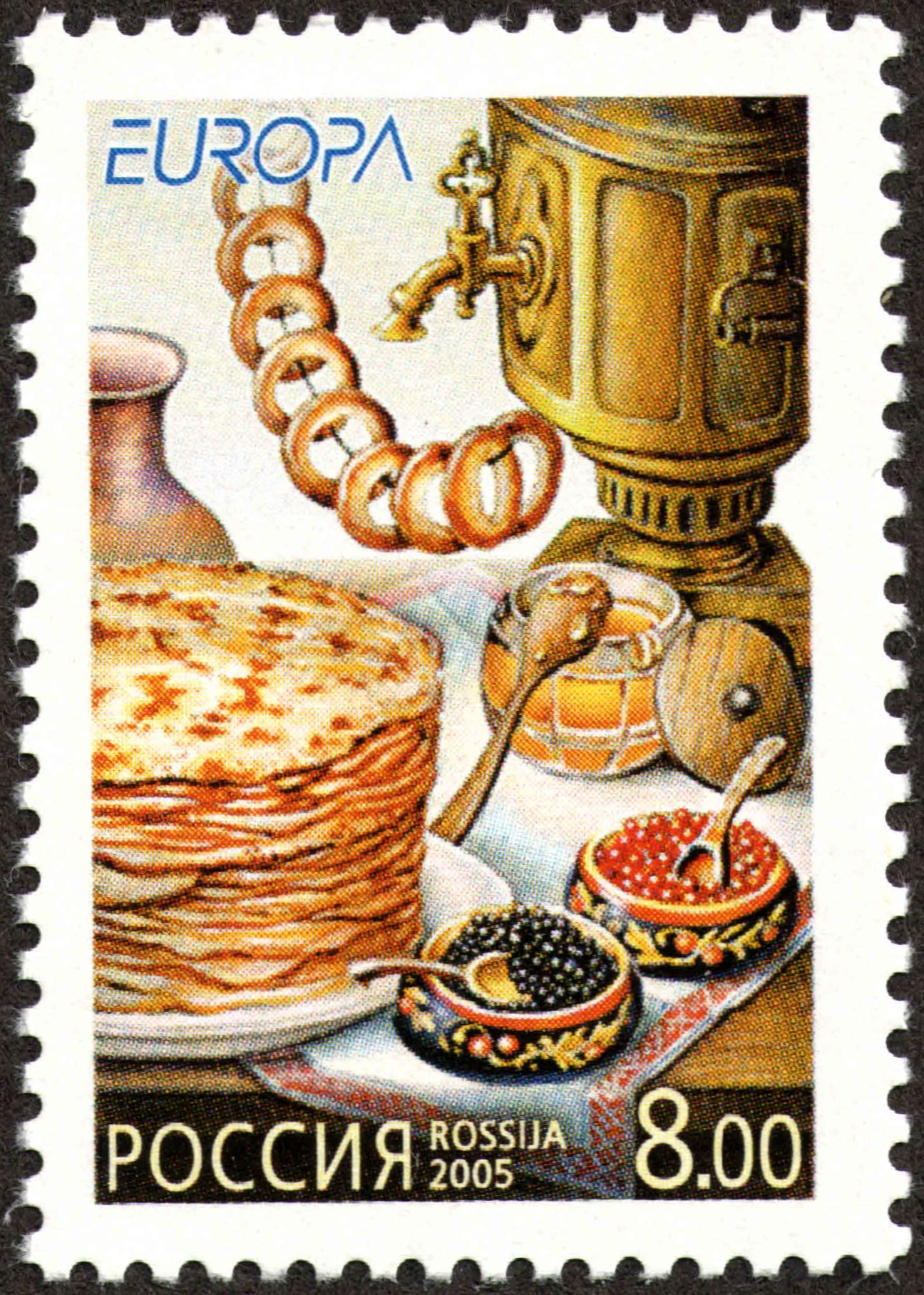
Selo do correio russo mostrando comidas típicas do Maslenitsa: blini, caviar, cublik, mel e chá dentro de um samovar.

Blin (plural, blini) é um tipo de panqueca tradicional da Europa de Leste, feita com massa fermentada de farinha de trigo branco ou trigo mourisco, aveia, cevada ou centeio, com leite, ovos e nata. Em vários países da Europa de Leste, fazem parte duma celebração do fim do inverno, a “Maslenitsa”, na última semana de fevereiro, mas os blini são populares também noutros países da região. Normalmente são servidos com vários acompanhamentos, até mesmo caviar e o salmão, mas também podem ser servidos com chantili, compotas ou outros doces, cogumelos ou frutos silvestres.

## Costumes eslavos
Aparentemente, a Maslenitsa é uma celebração dos tempos pré-cristãos, rejubilando pelo fim do Inverno; por esta razão, recentemente foram assinalados os mil anos dos blini. Devido à sua forma circular, os blini são considerados um símbolo do sol. Segundo a tradição, os blini acompanhavam uma pessoa, desde o seu nascimento até à morte: a seguir ao parto, dava-se à mulher um blin para dar sorte ao recém-nascido; num funeral, os blini não podiam faltar.
A preparação dos blini também era marcada por rituais: para preparar a massa, a mulher tinha que ir para um lugar longe de casa, na orla da floresta ou perto dum rio ou lago. Já o cozimento dos blini podia ser feito em casa, mas numa frigideira ou placa de ferro fundido sem pegas, que não podia ser usada para cozinhar mais nada. Os primeiros blini eram colocados no parapeito da janela, para os pobres.

## Etimologia
Vem do proto-eslavo *mlinŭ (*mlinъ), de significado "moer", ou seja, denota um produto feito de grãos moídos, de farinha.